# جوزيه س. فيرير
جوزيه س. فيرير (بالإنجليزية: José  C. Ferrer)‏ هو فارس أمريكي، ولد في 31 مارس 1964 في بورتوريكو في الولايات المتحدة.